# Minar-e-Pakistan
Minar-e-Pakistan (pandžabsko مَنارِ پاکستان‎, latinizirano: Manār-e-Pākastān; urdujsko مینارِ پاکستان‎, latinizirano: Mīnār-e-Pākistān; dob. »Stolp Pakistana«) je javni spomenik, stolp v Lahoreju v Pandžabu v Pakistanu. Stolp je bil zgrajen med letoma 1960 in 1968 na mestu, kjer je Vseindijska muslimanska liga 23. marca 1940 sprejela resolucijo iz Lahoreja (ki se je pozneje imenovala Pakistanska resolucija) – prvi uradni poziv k ločeni in neodvisni domovini za muslimane v Britanski Indiji, kot jo zagovarja teorija dveh narodov. Resolucija je sčasoma pripomogla k ustanovitvi Pakistana leta 1947.
Stolp stoji sredi mestnega parka, imenovanega Greater Iqbal Park.

## Oblikovanje
Stolp odraža mešanico mogulske/islamske in moderne arhitekture.
Stolp je zasnoval in nadzoroval Nasreddin Murat-Kan, v Rusiji rojen pakistanski arhitekt in gradbeni inženir. Minaret ponuja panoramski pogled obiskovalcem, ki se lahko na vrh povzpnejo po stopnicah ali z dvigalom.
Osnova stolpa je oblikovana kot roža. Okolica spomenika je prekrita s parki in cvetjem. Lokacija se pogosto uporablja za politične in verske dogodke. Znan je tudi kot Pakistanski stolp svobode.

## Struktura
Podstavek je približno 8 metrov nad tlemi. Stolp se dviga približno 62 metrov nad podnožjem, skupna višina Minarja pa je približno 70 metrov nad tlemi. Razprti cvetni listi cvetlične osnove so visoki 9 metrov. Premer stolpa je približno 9,75 metra. Govorniški oder je zgrajen iz vzorčastih ploščic in gleda proti mošeji Badšahi. Osnova je sestavljena iz štirih ploščadi. Da bi simbolizirali skromen začetek boja za svobodo, je prva ploščad zgrajena z nebrušenimi kamni iz Taxile, druga ploščad je izdelana iz klesanih kamnov, tretja ploščad pa iz izklesanih kamnov. Polirani beli marmor, uporabljen za četrto in zadnjo ploščad, prikazuje uspeh pakistanskega gibanja. Struktura uporablja podobe polmesecev in zvezd, znakov, ki simbolizirajo pakistansko kulturo, podobno kot na nacionalni zastavi.
G. Mukhtar Masood, ploden pisec in takratni namestnik komisarja Lahoreja, je bil eden od članov gradbenega odbora za stolp. Inženir storitev Mian Abdul Ghani Mughal je nadaljeval z gradnjo številnih drugih znamenitosti Pakistana, vključno z Gadafijevim stadionom Lahore, mestno bolnišnico Gujranvala, obvoznico Čand da Qila Gujranvala, hotelom Lords in kampusom univerze Pandžab Gujranvala.

## Napisi
Na dnu so na desetih zbližajočih se spominskih ploščah iz belega marmorja cvetlični napisi. Napisi vključujejo besedilo resolucije iz Lahoreja v urdujščini, bengalščini in angleščini, pa tudi besedilo resolucije iz Delhija, ki je bila sprejeta 9. aprila 1946. Na različnih ploščah so v arabski kaligrafiji vpisani verzi iz Korana in 99 imen Alaha. Drugi pomembni napisi na spomeniku so državna himna Pakistana v urdujščini in bengalščini, odlomki iz govorov Mohameda Alija Džinaha v urdujščini, bengalščini in angleščini; in nekaj kupletov, ki jih je napisal Alama Ikbal.

## Gradnja
Temeljni kamen je bil položen 23. marca 1960. Gradnja je trajala osem let in je bila dokončana 21. oktobra 1968 po ocenjenih stroških 7.058.000 Rs. Denar je bil zbran z uvedbo dodatnega davka na vstopnice za kino in konjske dirke na zahtevo Akhterja Husaina, guvernerja Zahodnega Pakistana.

## Pomen
Minar-e-Pakistan velja za nacionalni simbol Pakistana in izraz postkolonialne nacionalne identitete.

## Pomembni obiski in dogodki
21. februarja 1999 je indijski premier Atal Bihari Vadžpajee postal prvi indijski voditelj, ki je obiskal Minar-e-Pakistan (prejšnji obiski indijske države v Pakistanu niso vključevali obiska Lahoreja). Vadžpajeejev obisk so glede na pomen primerjali z Nixonovim obiskom Kitajske.
Minar-e-Pakistan je služil kot lokacija za številne shode. Po podatkih Uprave za parke in hortikulturo so mitingi pogosto povzročili škodo okoliški flori. Leta 2014 je pandžabska vlada razmišljala o prepovedi vseh političnih ali nepolitičnih velikih srečanj.

## Galerija
- Ponoči
- Pogled iz parka Ikbal
- Pritličje
- Pogled na Minar-e-Pakistan, osvetljen med posebnimi dogodki
- Pogled skozi lok
- Pogled Minar-e-Pakistan s tal
- Izvirni temeljni kamen Minar-e-Pakistana